# Archiprezbiterat Coimbra Norte
Archiprezbiterat Coimbra Norte (pol. Coimbra Północ) − jeden z 10 wikariatów diecezji Coimbra, składający się z 20 parafii:
- Parafia w Ançã
- Parafia w Antuzede
- Parafia w Botão
- Parafia w Brasfemes
- Parafia w Barcouço
- Parafia w Casal Comba
- Parafia w Eiras
- Parafia w Luso
- Parafia w Mealhada
- Parafia w Pampilhosa
- Parafia w São Facundo (curato)
- Parafia w São João do Campo
- Parafia w São Paulo de Frades
- Parafia w Souselas
- Parafia w São Silvestre
- Parafia w Torre de Vilela
- Parafia w Trouxemil
- Parafia w Vacariça
- Parafia w Ventosa do Bairro
- Parafia w Vil de Matos